# Chuyến bay 410 của Avianca
Chuyến bay 410 của Avianca là một chuyến bay đã gặp nạn vào lúc 13 giờ 17 phút ngày 17 tháng 3 năm 1988. Toàn bộ 143 người trên máy bay thiệt mạng. Đây là vụ tai nạn hàng không thảm khốc nhất xảy ra tại Colombia cho đến khi chuyến bay 965 của American Airlines gặp nạn vào năm 1995.

## Máy bay

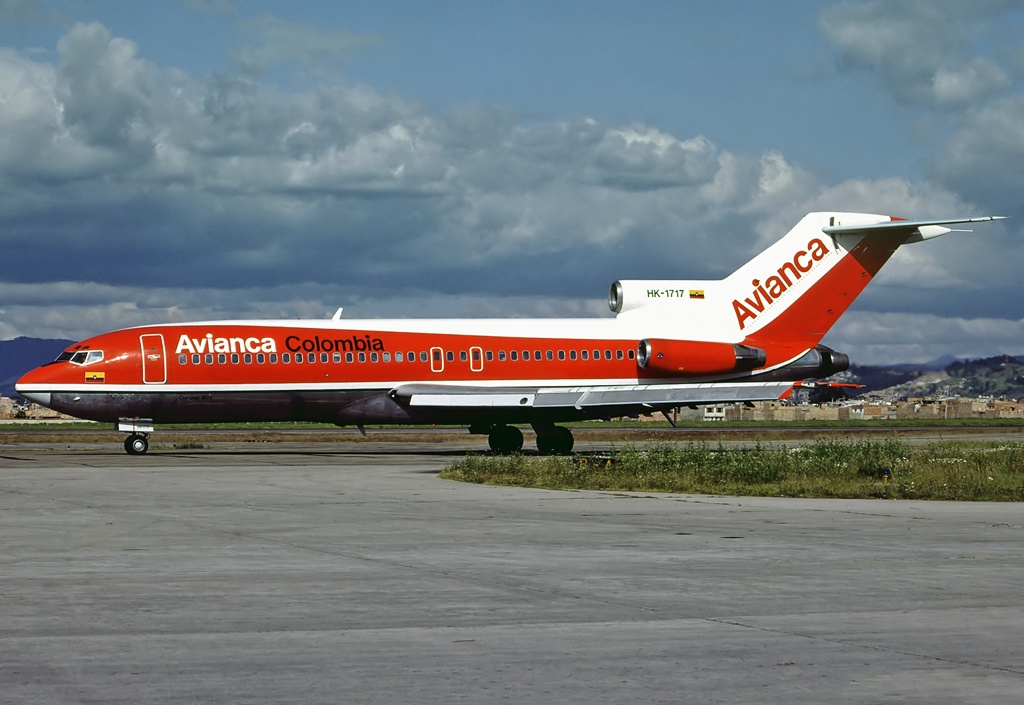
Chiếc máy bay Boeing 727-21 gặp nạn đang mang màu sơn này khi tai nạn xảy ra

Chiếc máy bay gặp nạn là Boeing 727-21, sản xuất năm 1966, được Avianca sở hữu và khai thác. Nó được đăng ký là HK-1716 và có số sêri là 18999. Trước đây máy bay đã từng được Pan Am khai thác và có số đăng ký ban đầu là N321PA, được Pan Am đặt tên là Clipper Koln-Bonn; nó được Pan Am bán cho Avianca vào ngày 20 tháng 9 năm 1974. Chiếc máy bay đã tích luỹ được 43,848 giờ bay và được trang bị 3 động cơ Pratt & Whitney JT8D-7A.

## Mô tả
Máy bay cất cánh từ Cúcuta vào khoảng 13:17 từ đường băng 33 bay đến Cartagena. Không có thêm thông tin nào từ chiếc máy bay này cho đến khi các nhân chứng dưới mặt đất tuyên bố rằng họ nhìn thấy một chiếc Boeing 727 đang bay quá thấp. Máy bay đã đâm vào một vài cái cây và sau đó, lúc 13 giờ 18 phút, nó đâm vào đầu ngọn núi. Chiếc 727 đã bị phá huỷ một nửa và nứt vỡ khi bình nhiên liệu phát nổ, phần còn lại phân tán trong bán kính 60 mét (200 ft). Không ai sống sót trong số 7 phi hành đoàn và 136 hành khách.
Các hoạt động cứu hộ và các cơ quan đã nhanh chóng đến hiện trường vụ tai nạn, tuy nhiên họ đã không thể tiếp cận được do trời tối và tầm nhìn kém. Người dân trong khu vực đã cung cấp ánh sáng và giúp đội cứu hộ lên đến đỉnh núi, nơi có phần còn lại của xác máy bay. Ngày hôm sau, các thi thể được đưa trở về Cúcuta để gia đình các nạn nhân nhận dạng.

## Điều tra
Nguyên nhân chính thức của vụ tai nạn là do chuyến bay đã bay vào địa hình ở độ cao 6.343 feet. Cuộc điều tra chỉ ra một số nguyên nhân có thể xảy ra, bao gồm việc một phi công không phải là thành viên phi hành đoàn trong buồng lái, sự hiện diện của người này đã làm khiến các phi công mất tập trung và gây trở ngại cho chuyến bay, cùng với đó là thiếu sự phối hợp giữa phi công và phi công phụ (quản lí nguồn lực phi hành đoàn).

## Sau vụ tai nạn
Vụ tai nạn của chuyến bay 410 là vụ tai nạn hàng không chết người nhất xảy ra ở Colombia cho đến ngày 20 tháng 12 năm 1995, khi chuyến bay 965 của American Airlines đâm vào một ngọn núi gần Buga, Valle del Cauca, khiến 159 người thiệt mạng. Nguyên nhân vụ tai nạn này được xác định là do lỗi của phi công.